# Kurt Neumann (Fußballspieler)
Kurt Neumann (* 11. November 1923 in Duisburg; † 13. Juni 2014) war ein deutscher Fußballspieler. Er war langjährig Mannschaftskapitän des Meidericher SV, für den er 216 Partien in der Oberliga West absolvierte. Er ist damit der Rekordspieler des MSV in der Oberliga.

## Karriere

### Jugend und Anfänge bei Meiderich (bis 1949)
Neumann wuchs im nördlichen Ruhrgebiet auf und begann im Alter von elf Jahren mit dem Fußballspielen. Noch im Kindesalter ging er zum Meidericher SV aus Duisburg, in dessen Jugendmannschaft er zunächst die Rolle eines Torwarts einnahm. Aufgrund der deutlichen Überlegenheit, die in der Regel gegenüber den Gegnern bestand, fühlte er sich unterfordert und forderte seinen Trainer daher auf, ihn zum Feldspieler zu machen. Dieser Wunsch wurde ihm jedoch nicht gewährt, weswegen er sich 1940 für einen Wechsel zum Lokalrivalen SpVgg Meiderich 06 entschied. Bei diesem schaffte der A-Jugendliche gleich den Sprung in die erste Mannschaft.
Kurz nach seinem Wechsel wurde er zur Unterbrechung seiner Laufbahn im Fußball gezwungen, da er bedingt durch den Zweiten Weltkrieg in die Armee eingezogen wurde. Er kämpfte an der Front, geriet in Gefangenschaft und kehrte 1945 in seine Heimat zurück. Unmittelbar nach seinem Eintreffen wurde er wieder in das Team von Meiderich 1906 aufgenommen, doch wurde er schon im darauffolgenden Winter 1945/46 von seinem einstigen Verein Meidericher SV abgeworben. Der Wechsel zum Nachbarklub war derart umstritten, dass Neumann nach eigener Aussage sogar mit Ziegelsteinen beworfen wurde. Mit damals 22 Jahren avancierte er beim MSV auf Anhieb zum Stammspieler und übernahm einige Zeit später die Kapitänsbinde, die er rund 15 Jahre lang trug.

### Mit Meiderich in erster und zweiter Liga (1949–1963)
Als Führungsspieler der Elf erlebte er 1949 die Aufnahme der Meidericher in die II. Division, die nach der Oberliga West die zweithöchste Spielklasse des damals noch regional begrenzten Ligensystems darstellte. Neumann, der hauptberuflich bei der Deutschen Bundesbahn angestellt war und sich durch sein Fußballerdasein auch zu Oberligazeiten nicht mehr als einen beachtlichen Nebenverdienst sicherte, verpasste in der ersten Zweitligaspielzeit keine einzige Partie. Überdies war er damals torgefährlich und erzielte in den Saisons 1949/50 und 1950/51 jeweils sechs Treffer, obwohl er als Mittelläufer Teil der Abwehrkette war; in der höchsten Spielklasse gingen die Trefferzahlen hingegen deutlich zurück. 1951 belegte die von Neumann angeführte Mannschaft mit deutlichem Abstand den ersten Tabellenrang und machte so den Aufstieg in die Oberliga West perfekt. Ein Teamkollege, der ebenfalls den Weg in die Oberliga mitging, war Erich Neumann; zwar waren die beiden nicht verwandt, doch wurde Kurt zur besseren Unterscheidung auch als Neumann I bezeichnet.
Nach dem Aufstieg in die höchste Liga blieb er ein fest gesetzter Leistungsträger und machte vor allem auf sich aufmerksam, als Spitzenmannschaften mit ihren Stürmern gegen Meiderich antraten und er gegen diese verteidigen musste. Er erarbeitete sich einen Ruf als besonders laufstarker Spieler. Mit seinen Kollegen konnte er in den nachfolgenden Jahren gut mithalten, wobei 1953 sogar der vierte Platz belegt wurde, bis 1955 der Wiederabstieg folgte. Dieser war besonders unglücklich, da die Elf als 15. und Tabellenvorletzter lediglich vier Punkte Rückstand auf den Tabellenvierten Borussia Dortmund hatte. 1956 folgte der direkte Wiederaufstieg. Wenngleich er die 30 Jahre deutlich überschritten hatte und die Mannschaft vor allem aus sehr jungen Akteuren bestand, blieb er unangefochten; während der Spielzeit 1959/60 verpasste er keine der 30 Oberligabegegnungen. In der nachfolgenden Saison wurde er allerdings aus der ersten Elf verdrängt. In einer Reservistenrolle blieb er den Meiderichern dennoch treu, bis sie im Sommer 1963 den Sprung in die neugegründete Bundesliga schafften. Zwar wollte er das Arbeitsverhältnis fortsetzen, doch widersprach dies dem Willen des Vereins, der nicht weiter mit dem beinahe 40-Jährigen plante. Zum Zeitpunkt seines Abschieds, der nach 216 bestrittenen Oberligapartien mit sechs Toren sowie 83 Spielen mit 19 Toren in der zweiten Division erfolgte, war er der älteste Vertragsspieler Deutschlands. Dazu hält er einen weiteren Rekord als meisteingesetzter MSV-Akteur in der Oberliga-West.
Im Anschluss an das Auslaufen seines Vertrags beim MSV wollte er mit dem Fußballspielen in unteren Ligen weitermachen, doch zwang ihn eine Richtlinie des DFB zu einer 18-monatigen Pause, während der er seinen Trainerschein machte. Anschließend wirkte er als Trainer für Meiderich 1906, Schwarz-Weiß Alstaden und Wacker Dinslaken. Mit 50 Jahren zog er sich endgültig aus dem Fußball zurück. Er lebte im Ruhestand im Oberhausener Stadtteil Alstaden und starb 2014 im Alter von 90 Jahren.